# Angelo Sodano
Angelo Sodano   (Isola d'Asti, 23 de novembre de 1927 - Roma, 27 de maig de 2022) va ser un cardenal italià que fou Degà del Col·legi de Cardenals del 2005 al 2019. Va exercir de Cardenal Secretari d'Estat entre 1990 i el 2006, sota el pontificat de Joan Pau II i de Benet XVI. El 27 d'abril del 2005 va ser elegir per succeir a Josef Ratzinger com a Degà del Col·legi de Cardenals pels seus companys Cardenals-Bisbes. Sodano va ser el primer des de 1828 que ha servit simultàniament com a Degà i com a Secretari d'Estat.
El 22 de juny del 2006, el Papa Benet XVI acceptà la dimissió de Soldano com a Secretari d'Estat, efectiva el 15 de setembre. Va ser succeït per Tarcisio Bertone, llavors arquebisbe de Gènova.

## Biografia
Segon de sis fills, Angelo Sodano va néixer a Isola d'Asti (Piemont), fill de Giovanni i Delfina Sodano. El seu pare va ser diputat de la Democràcia Cristiana al Parlament durant 3 legislatures, entre 1948 i 1963. Després d'estudiar filosofia i teologia al seminari d'Asti, Soldano va ser ordenat prevere pel bisbe Umberto Rossi el 23 de setembre de 1950, dedicant-se a tasques pastorals i a l'ensenyament de teologia al seminari d'Asti.
Reprengué els seus estudis a la Universitat Pontifícia Gregoriana de Roma, doctorant-se en teologia; i a la Universitat Pontifícia Lateranense, doctorant-se en dret canònic. El 1959 ingressà al servei diplomàtic de la Santa Seu. Serví com a secretari a diverses nunciatures a l'Amèrica Llatina, rebent el títol de monsenyor, inicialment amb rang de Capellà de Sa Santedat i després amb el de Prelat Honorífic. El 1968 va començar a treballar al Consell d'Afers Públics de l'Església al Vaticà.

### Nunci apostòlic
El 30 de novembre de 1977, Sodano, que parla anglès, alemany, castellà i francès, a més de l'italià, va ser consagrat arquebisbe titular de Nova Caesaris i nomenat nunci apostòlic a Xile, un dels països on havia servit com a secretari de nunciatura. Va ser ordenar bisbe a la seva Asti nadiua pel cardenal Antonio Samoré el 15 de gener de 1978.
Sodano hi arribà en un moment difícil, car Xile estava al llindar de la guerra amb l'Argentina pel canal de Beagle i Augusto Pinochet estava al poder.
El 1980, conjuntament amb el cardenal Raúl Silva Henríquez, intentà sense èxit que Pinochet permetés el retorn de certs exiliats polítics i, el 1984 va aconseguir, a costa d'una disputa entre la Santa Seu i el govern militar de Xile, un salconduit per a quatre membres del Moviment d'Esquerra Revolucionària, que havien buscat asil a la nunciatura, per marxar a l'Equador.
El 1987, quan el Papa Joan Pau II visità Xile, Pinochet aprofità la visita que el Papa feia habitualment al cap de l'estat del país per aparèixer al seu costat al balcó del palau presidencial, tot i que no estava al programa acordat. Per l'altre costat, Sodano arranjà una trobada a la nunciatura entre el Papa i els caps de l'oposició.
De resultes, set preveres xilens van escriure al Papa perquè Sodano fos rellevat del seu càrrec com a nunci. L'any següent el Papa nomenà a Sodano com a Secretari del Consell per a Afers Públics de l'Església, un càrrec equivalent al que seria ministre d'exteriors, i l'1 de desembre de 1990 el nomenà pel màxim càrrec de la Cúria romana, Secretari d'Estat, creant-lo Cardenal Prevere de l'església titular de Santa Maria Nuova el 28 de juny de 1991.
El 27 de desembre de 1998 va escriure, a petició del govern xilè, una carta oficial al Primer Ministre britànic Tony Blair afirmant que "el govern xilè considera una ofensa a la seva sobirania territorial com a nació el fet de veure's privada del poder de jutjar els seus propis ciutadans", a causa de la detenció de Pinochet al Regne Unit.

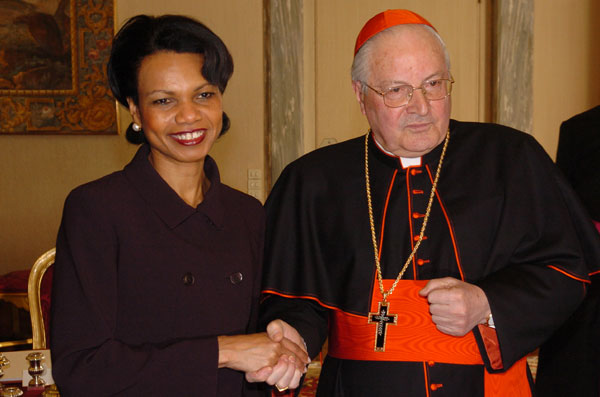
El Cardenal Sodano, Secretari d'Estat de la Santa Seu, amb Condoleezza Rice, Secretària d'Estat dels Estats Units.

### Secretari d'Estat
El 10 de gener de 1994, el Papa Joan Pau II nomenà a Sodano Cardenal Bisbe de la diòcesi suburbicana d'Albano, i el 30 de novembre del 2002, exactament 25 anys després que fos nomenat bisbe, va ser elegit vic-degà del Col·legi de Cardenals, succeint al cardenal Joseph Ratzinger, qui havia esdevingut Degà. Quan Ratzinger va ser escollit Papa al conclave de 2005, Sodano va haver de realitzar les funcions pròpies del Degà, i al final del conclave (preguntant al Papa electe si acceptava l'elecció, i llavors demanant al nou Papa quin nom volia usar) i a la Inauguració Papal de Benet XVI. El 30 d'abril Benet XVI ratificà formalment l'elecció de Sodano feta pels Cardenals Bisbes. El títol de la seu suburbicària d'Òstia, propi del degà, va ser afegit al títol de la seu d'Albano.
A causa de la salut cada cop més deteriorada de Joan Pau II, va ser el cardenal Sodano, com a Secretari d'Estat, qui va ser el principal celebrant de les misses de funeral pel cardenal John O'Connor i per la Mare Teresa. Quan el 2002 Sodano va fer 75 anys, el papa li demanà específicament que continués com a Secretari d'Estat, tot i que era l'edat habitual de retir dels principals departaments vaticans.
Quan el Papa Joan Pau II va morir el 2 d'abril del 2005, Sodano participà en el conclave de 2005, no sent vist com un dels papabili, els cardenals que podrien ser el següent papa. Això es degué principalment per la seva avançada edat (tot i que és 7 mesos més jove que el Papa que sortí elegit, Benet XVI) i per la seva manca d'experiència fora de la Cúria Romana.
El nomenament de Sodano com a Secretari d'Estat expirà en morir Joan Pau II, però Benet XVI el tornà a nomenar el 21 d'abril del 2005, malgrat haver superat l'edat acostumada de retir. El 22 de juny de 2006, Benet XVI nomenà el cardenal Tarcisio Bertone com a Secretari d'Estat, en substitució del cardenal Sodano. Bertone assumí el càrrec el 15 de setembre del 2006.
Sodano complí 80 anys el 23 de novembre del 2007, quedant exclòs per participar en qualsevol conclave futur per elegir el nou Papa, encara que seguí sent Degà del Col·legi de Cardenals.
El 18 de setembre del 2012, el cardenal Sodano va ser nomenat per Benet XVI com un dels Pares Sinodals de la 13a Assemblea Ordinària General del Sínode de Bisbes.
El 12 de març del 2013 presidí la missa Pro eligendo romano pontifice, amb la que començà el conclave per elegir el successor de Benet XVI. A la seva homilia, Sodano agraí el pontificat de Benet XVI, manifestant que " futur papa «ha de promoure sense parar la justícia i la pau» i que un bon pastor «ha de donar la vida pels altres»", a més de fer una crida a la unitat de l'Església.

## Honors i distincions
Gran Creu de l'orde al Mèrit de la República Italiana (16 de novembre de 1988)
 Cavaller de Orde Suprem de la Santíssima Anunciació
 Gran Creu de Cavaller de l'orde de Sant Maurici i Sant Llàtzer
 Orde de l'Amistat de I Classe (Kazakhstan) (2001)
 Company d'Honor de l'orde nacional del Mèrit (Malta) (04-02-1995)
 Gran Creu de Cavaller de l'orde al Mèrit de la República de Polònia (2006)
 Gran Creu de Cavaller de l'orde del Crist (Portugal) (21-12-90)
 Collar de l'orde de l'Estrella de Romania (2004)
 Membre de I classe de l'orde de la Doble Creu Blanca (Eslovàquia) (1997)
 Collar del Sobirà Orde Militar de Malta
 Collar de l'orde del Mèrit de Malta (2001)